# كوبورغ (أونتاريو)
كوبورغ، أونتاريو (بالإنجليزية: Cobourg)‏ هي مدينة كندية تقع في مقاطعة أونتاريو. تبلغ مساحة هذه المدينة 22.3716 (كم²)، ويبلغ عدد سكانها 18210 نسمة حسب إحصاء سنة 2006 م، بينما كان يسكنها 17172 نسمة في سنة 2001 م. تحتل هذه المدينة المرتبة رقم 212 بين مدن كندا حسب عدد السكان والمرتبة رقم 84 في المقاطعة. نما عدد السكان في هذه المدينة بنسبة (6) بين العامين المذكورين.

## توأمة
لكوبورغ (أونتاريو) اتفاقيات توأمة مع كل من:
- تيرانا
- كوبورغ (1997 - )

## أعلام
- جون هاجرمان
- روبرت مولهولاند
- جون أوكونور
- مارتي ويلفورد
- فريدريك روبرتسون
- لاري أوكونور
- جوزفين جاكوبسن
- أورلاندو بي. ويلكوكس
- الكسندر فرازير
- صموئيل كلارك

## طالع أيضًا
- قائمة مدن مقاطعة أونتاريو

## وصلات خارجية
- الأطلس الحكومي لكندا
- إحصاءات كندا مع ساعة تعداد السكان